# 皱叶香茶菜
皱叶香茶菜（学名：Isodon rugosus），为唇形科香茶菜属下的一个植物种。